# Koszmosz–202
A Koszmosz–202 (DSZ-U2-I) (oroszul: Космос 202) Koszmosz műhold, a szovjet műszeres műhold-sorozat tagja. technológiai műhold.

## Küldetés
Meghatározott űrkutatási és katonai programot hajtott végre. A Koszmosz–197 programját folytatta. Feladata a kozmikus sugárzás vizsgálata és mikrometeor-mérések végzése. Az emberes űrkutatási program végrehajtását segítette.

## Jellemzői
Az OKB–1 tervezőirodában kifejlesztett, ellenőrzése alatt gyártott műhold. Dnyipropetrovszk (oroszul: Днепропетровск), Ukrajnában OKB–586 a Déli Gépgyár (Juzsmas) volt a központja több Koszmosz műhold összeszerelésének. Üzemeltetője a moszkvai MO (Министерство обороны) minisztérium.
1968. február 20-án a Kapusztyin Jar rakétakísérleti lőtérről a Majak–2 indítóállásából egy Koszmosz–2I  (63SZI) típusú hordozórakétával juttatták Föld körüli, közeli körpályára. Az orbitális egység pályája 91,1 perces, 48.4 fokos hajlásszögű, elliptikus pálya-perigeuma 211 kilométer, apogeuma 446 kilométer volt. Hasznos tömege 400 kilogramm. Alakja hengeres, átmérője 1.2 méter, hossza 1.8 méter. A sorozat felépítését, szerkezetét, alapvető fedélzeti rendszereit tekintve egységesített, szabványosított tudományos-kutató űreszköz. Áramforrása kémiai, illetve a felületét burkoló napelemek energiahasznosításának kombinációja (kémiai akkumulátorok, napelemes energiaellátás – földárnyékban puffer-akkumulátorokkal).
Feladata a kozmikus sugárzás vizsgálata és mikrometeor-mérések végzése. Az 1,5 millió elektronvoltnál (MeV) nagyobb energiájú elektronok, a 27 millió elektronvoltnál nagyobb energiájú protonok és a 0,511 millió elektronvolt energiájú gamma-sugárzás intenzitásának, az intenzitások időbeli változásának vizsgálata, valamint a Föld körüli kozmikus por regisztrálása. A gamma-sugárzást 64 csatornás amplitúdó-analizátorral kiegészített, szcintillációs gamma-spektrométerrel, a mikrometeorit-becsapódásokat piezoelektromos érzékelőkkel mérték. Az egyik jeladót a műholdon belül, annak falán, a másikat külső tartón rögzítették.
1968. március 24-én 33 napos szolgálati idő után  belépett a légkörbe és megsemmisült.